# Sekretariat Komitetu Centralnego Polskiej Zjednoczonej Partii Robotniczej
Sekretariat Komitetu Centralnego Polskiej Zjednoczonej Partii Robotniczej, Sekretariat KC PZPR – najwyższa (w praktyce) władza wykonawcza, razem z Biurem Politycznym, Polskiej Zjednoczonej Partii Robotniczej.
Sekretariat kierował pracą bieżącą PZPR, głównie w dziedzinie organizowania kontroli wykonania uchwał partii i doboru kadr.
Sekretariat był powoływany przez Komitet Centralny i kierowany przez jego I sekretarza.
Rolę organu wykonawczego Sekretariatu KC, a więc de facto koordynującego całą partią, pełniła komórka organizacyjna pod nazwą Biura Sekretariatu KC (1948–1956), a później Kancelarii Sekretariatu KC (1956–1990).

## Kierownicy Biura Sekretariatu
- 1948–1949 – Maria Rutkiewiczowa (1917–2007)
- 1949–1954 – Eugenia Kubowska (1902–1959)
- 1954 – Stanisław Łapot (1914–1972)
- 1954–1955 – Eugenia Kubowska (1902–1959)
- 1955 – Paweł Wojas (1905–1978)
- 1955–1956 – Eugenia Kubowska (1902–1959)

## Kierownicy Kancelarii Sekretariatu KC
- 1956–1959 – Eugenia Kubowska (1902–1959)
- 1959–1960 – Elżbieta Zajączkowska (1900–1969)
- 1960–1971 – Stanisław Trepczyński (1924–2002)
- 1971–1973 – Henryk Marian (1925−2012)
- 1973–1980 – Jerzy Waszczuk (1937–2016)
- 1980 – Jerzy Wójcik (1936–1981)
- 1980–1981 – Zbigniew Regucki (1936–2024)
- 1981–1982 – Andrzej Barzyk (1937−2022)
- 1982–1989 – Bogusław Kołodziejczak (1929−2021)
- 1989–1990 – Leszek Grzybowski (1945–2018)